# Bradford (Wielki Manchester)
Bradford – dzielnica miasta Manchesteru w Anglii, w hrabstwie Wielki Manchester, w dystrykcie metropolitalnym Manchester. W 2011 roku dzielnica liczyła 15 784 mieszkańców.